# Irma Schmidegg
Irma Gräfin von Schmidegg, avstrijska alpska smučarka, * 9. januar 1901, Trst, † 13. junij 1991, Innsbruck.
Nastopila je na svetovnih prvenstvih v letih 1931 in 1932. Leta 1931 je osvojila bronasto medaljo v smuku in deseto mesto v kombinaciji, leta 1932 pa sedmo mesto v kombinaciji, osmo v slalomu in deseto v smuku. Leta 1932 je postala avstrijska državna prvakinja v kombinaciji.